# Heterometrus spinifer
Heterometrus spinifer ist ein in Malaysia und dem südlichen Thailand verbreiteter Skorpion der Familie Scorpionidae.

## Beschreibung
Heterometrus spinifer ist ein 100 bis 135 Millimeter langer Skorpion, adulte Tiere haben eine einheitlich schwarze Körperfarbe. Nur die Scheren und das Telson können rötlich-braun sein. Juvenile Skorpione haben eine rötlich-braune Grundfarbe, mit gelbem Telson. Die Chelae sind leicht lappenförmig, mit einem Verhältnis von Länge zu Breite von etwa 2,4 bis 2,6 zu 1 bei adulten Tieren. Ihre Oberseite ist überwiegend glatt, mit angedeuteten Kielen, die ein Netzmuster bilden. Die Femora und die Patellen der Pedipalpen zeigen keinen Sexualdimorphismus. Die Pedipalpen weisen an den Innenseiten der Patellen eine dornenförmige Erhebung auf. Der Carapax hat eine glatte Oberfläche mit granulierten Rändern. Die Kämme des Kammorgans haben bei beiden Geschlechtern 15 bis 19 Zähne. Das Telson ist behaart und langgestreckt, mit einer Giftblase, die länger als der Giftstachel ist.

## Verbreitung und Lebensraum
Als Terra typica von Heterometrus spinifer wurde in der Erstbeschreibung ex India angegeben. Diese Fundortangabe ist wahrscheinlich falsch.
Das Verbreitungsgebiet von Heterometrus spinifer ist auf Malaysia und das südliche Thailand beschränkt. Bei angeblichen Funden aus anderen Regionen, namentlich aus Kambodscha und Vietnam, handelt es sich um falsch identifizierte Skorpione der Arten Heterometrus cimrmani und Heterometrus petersii.

## Systematik

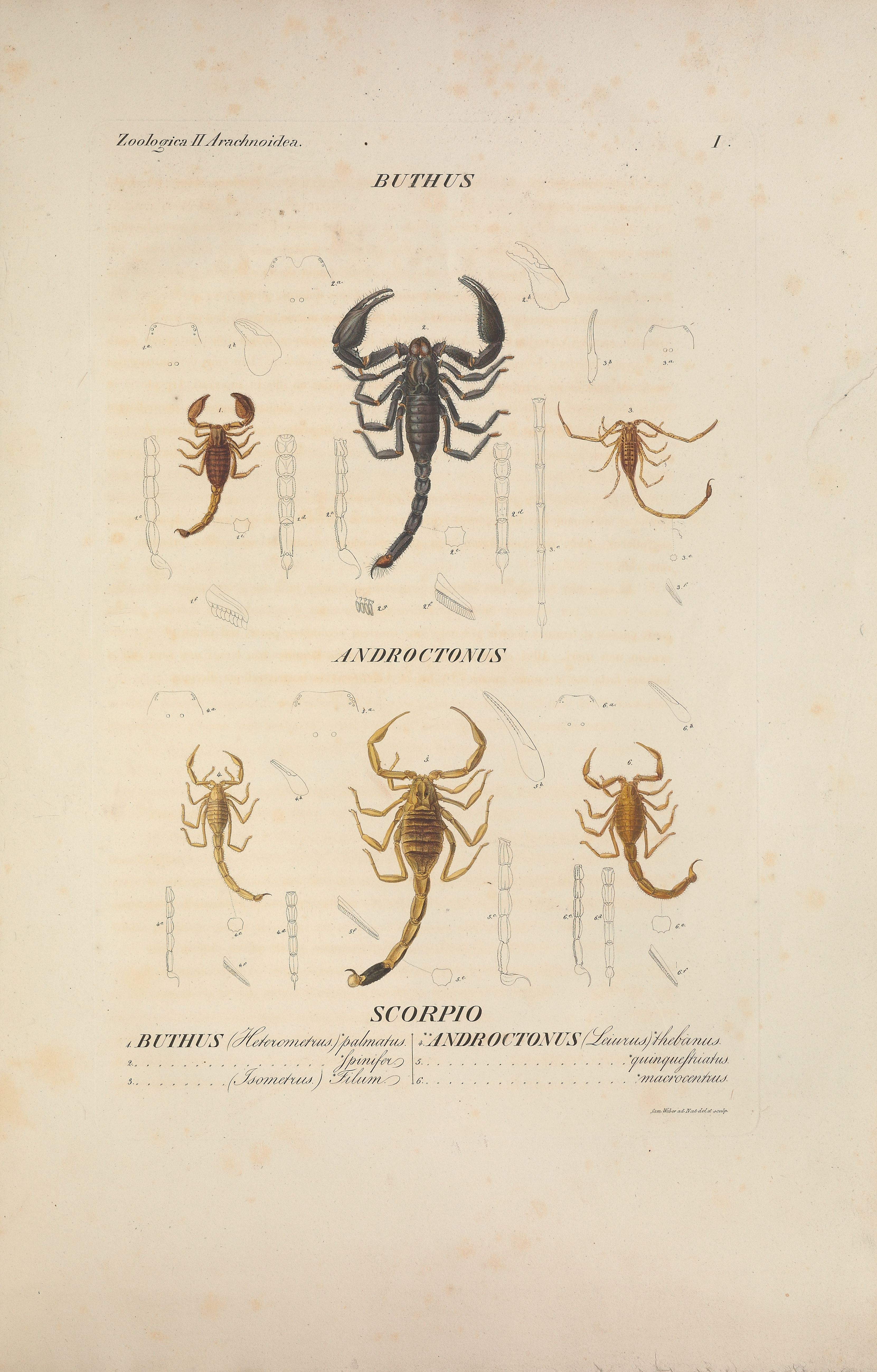
Farbtafel der Erstbeschreibung, von 1828, Buthus spinifer oben, Mitte

### Erstbeschreibung
Die Erstbeschreibung erfolgte durch Christian Gottfried Ehrenberg im Jahr 1828 auf Latein. Ältere Literatur weist als Autor zusätzlich Friedrich Wilhelm Hemprich aus, der vollständige Artname lautet demnach Hetrometrus spinifer (Hemprich & Ehrenberg, 1872). Hemprich war bereits 1825 auf einer gemeinsamen Forschungsreise verstorben, Ehrenberg nannte ihn als Erstautor, um seine Leistungen als Forscher zu würdigen. Die Regeln der zoologischen Nomenklatur (Biologie) sehen das nicht vor, so dass Ehrenberg heute als alleiniger Autor der Erstbeschreibung gilt.
Als Erscheinungsdatum der Erstbeschreibung gilt das Jahr 1828, obwohl der betreffende Band des Werks Symbolae physicae seu icones et descriptiones animalium evertebratorum sepositis insectis quae ex itinere per Africam borealem et Asiam occidentalem (Symbolae physicae) das Erscheinungsjahr 1831 auf dem Titelblatt trägt. Der Hintergrund ist die damalige Praxis, Druckwerke in Einzellieferungen herauszubringen, die erst nach dem vollständigen Vorliegen eines Bandes zum Buchbinder gebracht wurden. Im Falle von Heterometrus spinifer war die Farbtafel mit der Abbildung der Art bereits 1828 ausgeliefert worden. Dieses Jahr gilt in der zoologischen Nomenklatur als Jahr der Erstbeschreibung, weil die Tafel den Artnamen als Bildunterschrift zeigt, also zwischen der Abbildung und der Art ein eindeutiger Zusammenhang besteht. Bei einer fehlenden oder nicht eindeutigen Bildunterschrift wäre das Jahr 1831 gültig, in dem der Text der Erstbeschreibung veröffentlicht worden ist.

### Typmaterial
Ehrenberg stützte seine Erstbeschreibung auf ein subadultes männliches Sammlungsexemplar, das von dem alexandrinischen Arzt Morpurgo gesammelt worden war. Morpurgo hatte Hemprich und Ehrenberg während ihrer Expedition finanziell und als Arzt unterstützt. Dieses Exemplar befindet sich im Berliner Museum für Naturkunde.
Couzijn gab 1981 in seiner Revision der Gattung Heterometrus fälschlich an, dieser Holotypus sei wahrscheinlich während des Zweiten Weltkrieges verloren gegangen. Aus diesem Grund bestimmte Couzijn einen Skorpion aus der Sammlung des Naturkundemuseums Naturalis in Leiden, mit der Herkunftsangabe Kedah in Malaysia, zum Neotypen. Bei der Revision durch Kovařík im Jahr 2004 lag diesem der ursprüngliche Holotyp vor. Daher erklärte Kovařík die Festlegung eine Neotypen in Übereinstimmung mit den Internationalen Regeln für die Zoologische Nomenklatur für ungültig.
Darüber hinaus verfügt das Natural History Museum in London über eine Serie von drei adulten männlichen, zwei weiblichen und einem juvenilen Skorpion ohne Herkunftsangabe. Es handelt sich wahrscheinlich um die Syntypen mit der Herkunftsangaben Myanmar, Thailand und Singapur, die Reginald Innes Pocock im Jahr 1900 als Palamnaeus oatesii beschrieben hat. Diese Art wurde 1981 von Couzijn mit Heterometrus spinifer synonymisiert.

### Etymologie
Ehrenberg gab in seiner Erstbeschreibung für Heterometrus spinifer folgendes an:

“Cubitus humero latior tuberculato-spinosus; hinc nomen spiniferi petii.”

„Das Schultergelenk (hat einen) breiten dornigen Höcker; daher begehre ich den Namen spinifer.“

Das beschriebene Merkmal ist der spitze Höcker an den Innenseiten der Patellen der Pedipalpen. Der Artname ist von dem lateinischen Wort spinus (deutsch: Dorn) und dem Suffix -fer (deutsch: tragend) hergeleitet, bedeutet also Dornträger, jedoch ohne Bezug auf den Giftstachel.

### Gattungen und Synonyme
Als Art der Gattung Heterometrus wurde Heterometrus spinifer seit seiner Erstbeschreibung verschiedenen Gattungen zugerechnet. Das war die Folge unterschiedlicher Auffassungen der Arachnologen über die Gültigkeit einzelner Gattungen und ihre Abgrenzung voneinander. Heterometrus spinifer wurde seit 1828 in die Gattungen und Untergattungen Buthus (Heterometrus), Buthus, Scorpio (Buthus), Heterometrus, Palamnaeus und zuletzt 1981 von Couzijn in die Untergattung Heterometrus (Heterometrus) gestellt. Die Untergattung Heterometrus und alle anderen von Couzijn beschriebenen Untergattungen wurden 2004 von František Kovařík in seiner Revision der Gattung Heterometrus aufgehoben.
Als Synonyme sind darüber hinaus folgende Namen in der Literatur genannt worden: Palamnaeus laevigatus Thorell, 1876, Heterometrus longimanus Kraepelin, 1895 (teilweise) und Palamnaeus oatesii Pocock, 1900.